# Аль-Кува Аль-Джавія
«Аль-Кува Аль-Джавія» (араб. نادي القوة الجوية الرياضي) — іракський футбольний клуб з міста Багдад, заснований 1931 року, що робить його найстарішим нині існуючим клубом країни.
Це один з найбільших та успішних клубів Іраку. «Аль-Кува» є шестиразовим чемпіоном країни, а також чотириразовим володарем національного кубка. У Лізі чемпіонів АФК клуб виступав чотири рази, найкращим досягненням команди є вихід в груповий етап турніру, натомість «Аль-Кува» стала першим клубом в історії, який виграв Кубок АФК тричі поспіль — в 2016, 2017 і 2018 роках.

## Колишні назви
- «Джипсімот» (1931—1974)
- «Аль-Тараян» (1974—1991)
- «Аль-Кува Аль-Джавія» (1991 —)

## Історія
Клуб був заснований 4 липня 1931 року групою місцевих льотчиків з повітряних сил Великої Британії, до якої на той момент входив Ірак, ставши найстарішим нині діючим клубом країни. Назву клуб отримав «Джипсімот», в честь однойменного британського літака. Вже на наступний день команда провела свій перший матч — з британською командою «Хаббанії». Перемога над британськими військами сприяла зростанню популярності клубу, оскільки багато іракців почали підтримувати клуб і його репутація поширювалася по всій країні.

## Досягнення
- Чемпіон Іраку (7): 1974/75, 1989/90, 1991/92, 1996/97, 2004/05, 2016/17, 2020/21
- Володар Кубка Іраку (6): 1977/78, 1991/92, 1996/97, 2015/16, 2020/21, 2022/23
- Володар Суперкубка Іраку (2): 1997, 2001
- Володар Кубка АФК (3): 2016, 2017, 2018

## Відомі гравці
- Нашат Акрам
- Хавар Мулла Мохаммед
- Башар Ресан
- Хумам Тарік